# DHL Aviation
DHL Aviation è una divisione della DHL Express (di proprietà di Deutsche Post) responsabile della fornitura di trasporto aereo di merci. Non è una singola compagnia aerea, ma si riferisce a diverse compagnie aeree di proprietà, in comproprietà o noleggiate da DHL Express. Deutsche Post World Net è stata rinominata Deutsche Post DHL (DPDHL) nel marzo 2009. Negli Stati Uniti, DHL Airways è stata ribattezzata Astar Air Cargo, che a sua volta ha operato servizi di trasporto aereo come compagnia aerea cargo per DHL, fino a giugno 2012.

## Panoramica
Deutsche Post possiede sei compagnie aeree principali, che forniscono servizi per regione:
- European Air Transport Leipzig (EAT Leipzig) è responsabile della maggior parte della rete per l'Europa e per i servizi a lungo raggio verso il Medio Oriente e l'Africa. Dal suo hub all'aeroporto di Lipsia-Halle gestisce una flotta di Boeing e Airbus cargo.[1]
- DHL Air Austria ha sede presso l'aeroporto Internazionale di Vienna, in Austria, e opera con una flotta di Boeing 757.[2]
- DHL Air UK (DHL Air) ha sede presso l'aeroporto delle Midlands Orientali. È stata acquistata da DHL nel 1989 e dal 2000 gestisce una flotta di Boeing 757 cargo sui servizi intraeuropei e una flotta di Boeing 767 cargo di nuova costruzione, principalmente su rotte transatlantiche.[3]
- DHL Aero Expreso è la filiale dell'America centrale e ha sede a Tocumen, Panama, e gestisce una flotta di Boeing 737-400, 757-200 e 767-300 che trasportano merci in Centro e Sud America, oltre a servire destinazioni nei Caraibi e in Florida.[4]
- DHL International Aviation ME (DHL International) gestisce le destinazioni del Medio Oriente dalla sua sede centrale e dal principale hub regionale dell'aeroporto internazionale del Bahrein, operando con una flotta di Boeing 767 cargo. La flotta è distribuita in tutto il Medio Oriente e in Africa.[5]
- Blue Dart Aviation, ha sede presso l'aeroporto internazionale di Chennai, India, e opera con una flotta di Boeing 757. Fornisce servizi per la rete indiana di DHL.[6]

Possiede anche le seguenti compagnie aeree minori:
- DHL de Guatemala, Città del Guatemala, Guatemala.
- DHL Ecuador, Guayaquil, Ecuador.
- Vensecar Internacional, Caracas, Venezuela.

Deutsche Post ha anche partecipazioni nelle seguenti compagnie aeree, alcune delle quali operano anche con il marchio o la livrea DHL:
- AeroLogic, Lipsia, Germania (50%).
- ABX Air, Wilmington, USA (0%, a contratto).
- Polar Air Cargo, Purchase, USA (49%).
- Southern Air, Erlanger, USA (0%, a contratto).
- Solenta Aviation, Johannesburg, Sudafrica (sconosciuto).
- Tasman Cargo Airlines, Sydney, Australia (49%).
- Cargojet, Hamilton, Canada (0%, a contratto).

## Flotta

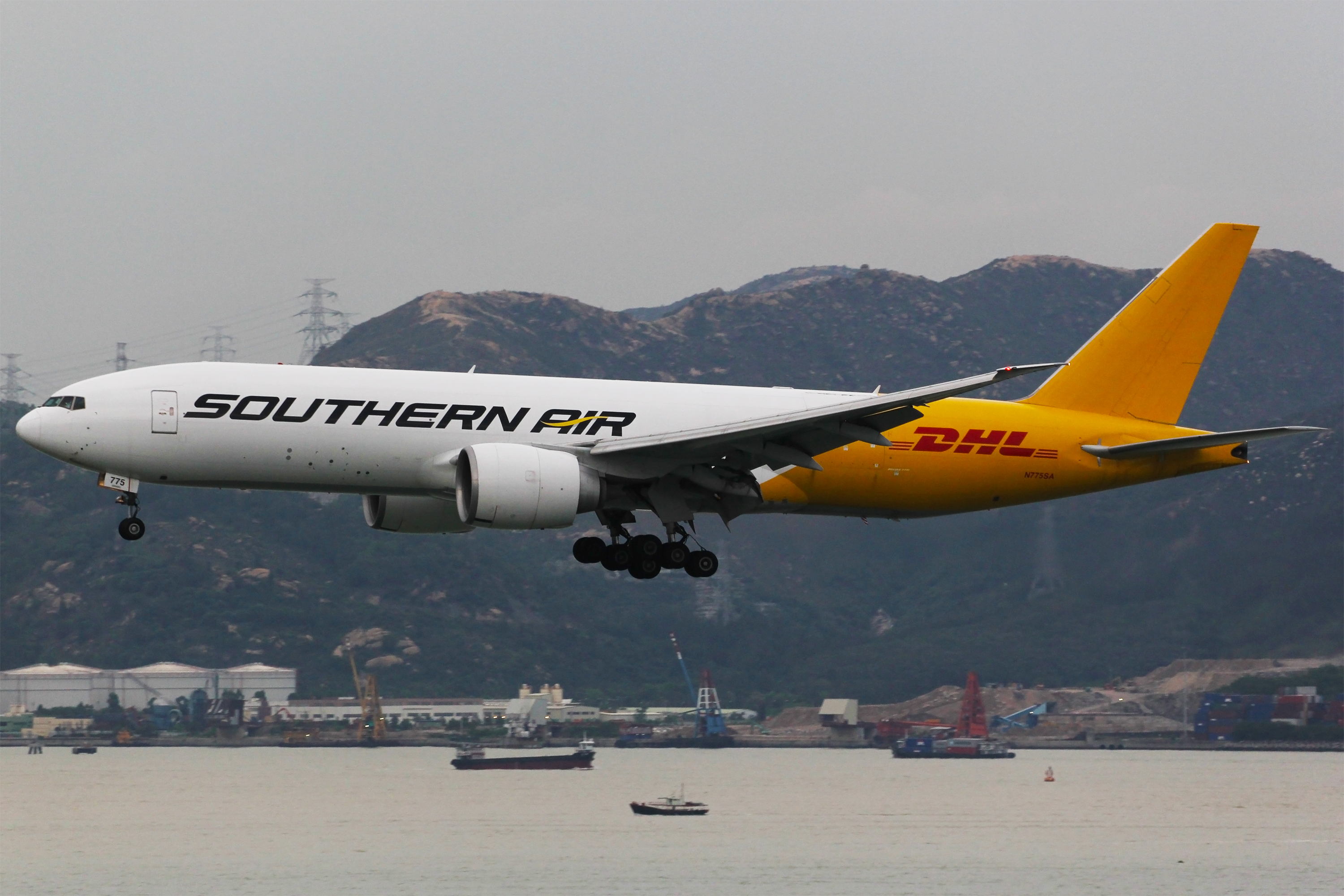
Uno dei Boeing 777F della Southern Air.

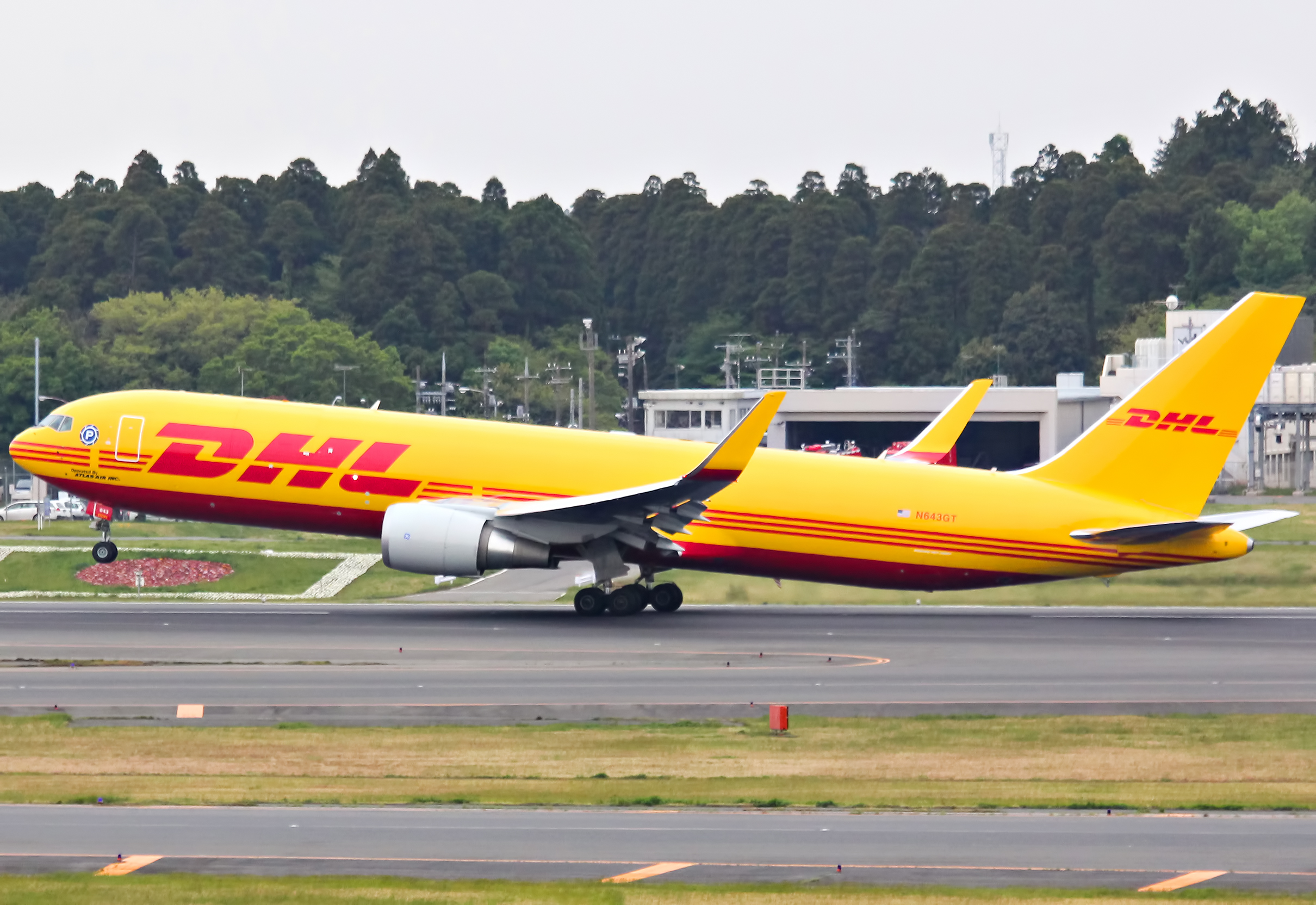
Un Boeing 767-300ERF della Polar Air Cargo.

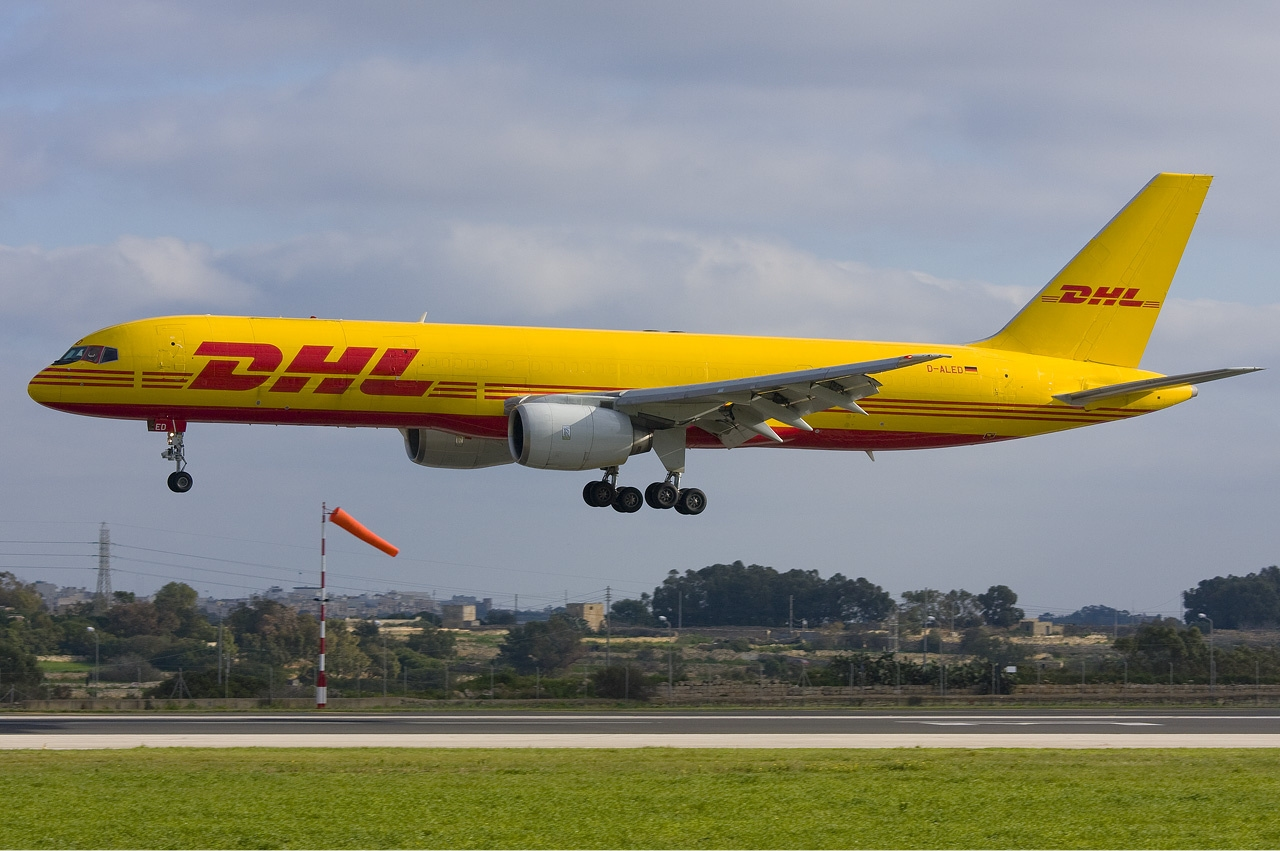
Un Boeing 757-200(PCF) della EAT Leipzig.

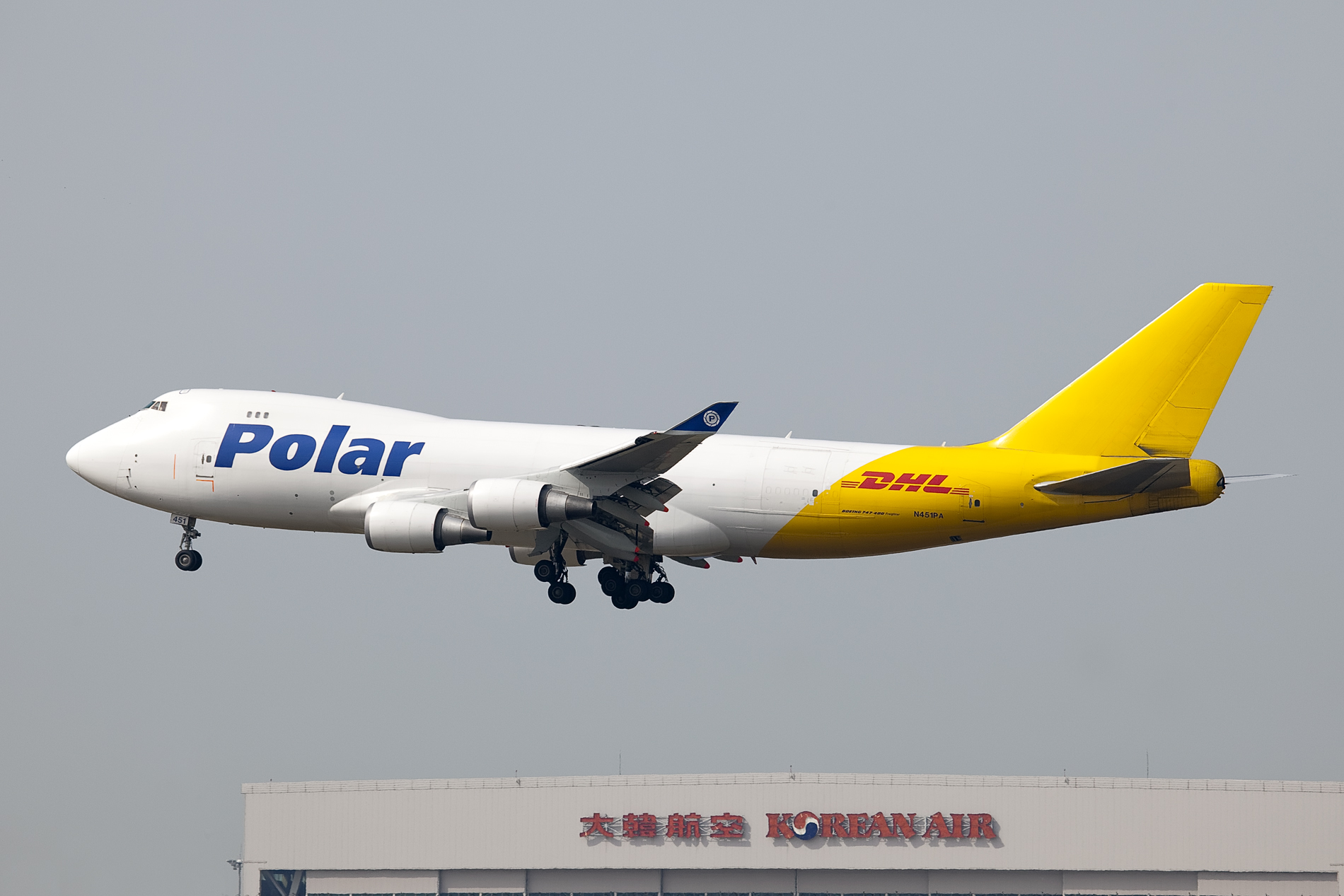
Un Boeing 747-400F della Polar Air Cargo.

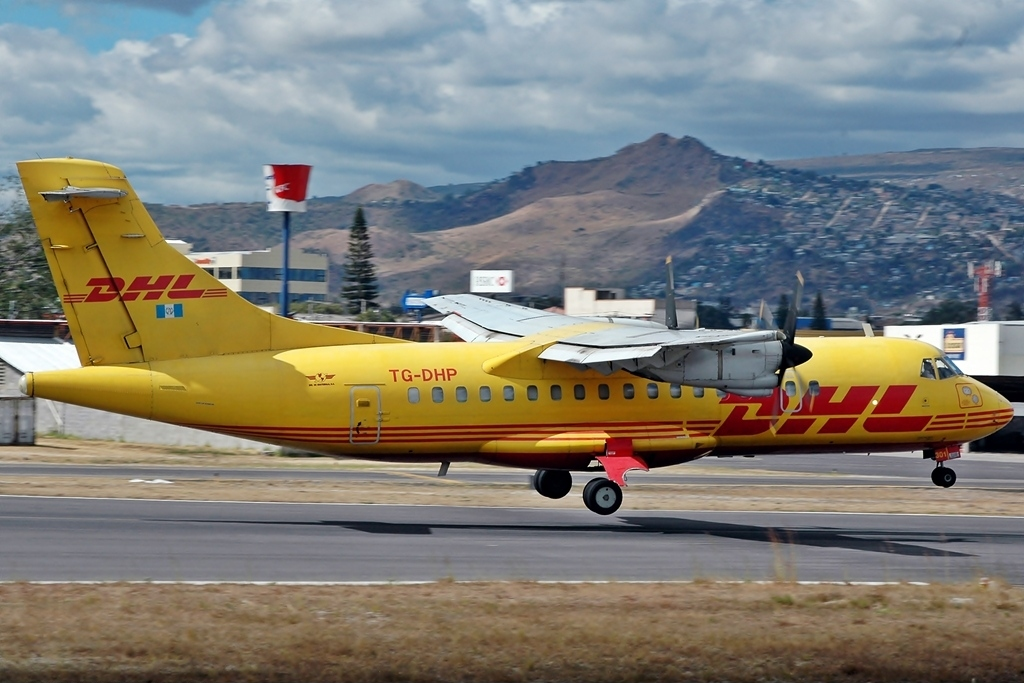
Un ATR 42-300F della DHL de Guatemala.

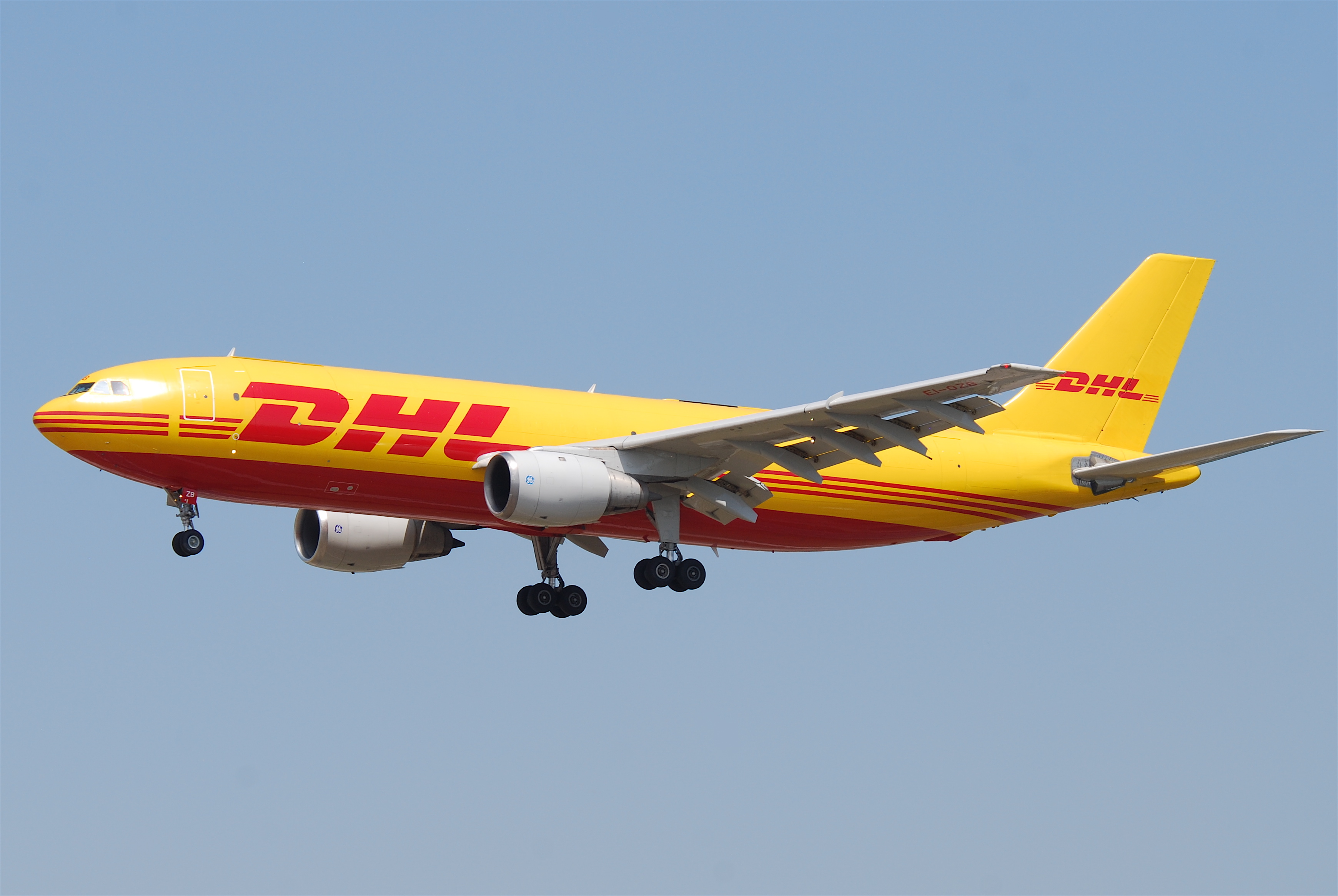
Un Airbus A300-600RF della EAT Leipzig.

A giugno 2023 la flotta della DHL Aviation è così composta: